# 앤서니 보데인

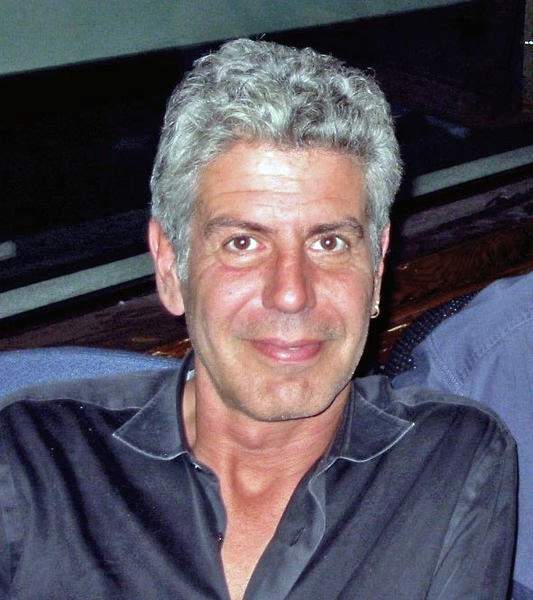
앤서니 보데인

앤서니 보데인(Anthony Bourdain, 1956년 6월 25일 ~ 2018년 6월 8일)은 미국의 요리사, 방송인이다. 국제 문화, 요리 및 인간 상태에 대한 탐구에 초점을 맞춘 프로그램에 출연했다. 보데인은 1978년 미국 요리 협회(The Culinary Institute of America)를 졸업했으며, 맨하탄에 있는 Brassie Les Halles에서 수년간 수석 주방장으로 근무한 경력이 있는 베테랑이다. 그는 베스트셀러 '키친 컨피덴셜: 요리 언더배에서의 모험 (2000년)'의 저자이다.
2018년 6월 8일 아침, CNN 출장 도중 프랑스의 한 호텔에서 사망한 채 발견되었다.
사인은 자살로 추정되고 있다.
그의 첫 번째 음식과 세계 여행 텔레비전 쇼인 'A Cook's Tour'는 2002년과 2003년에 푸드 네트워크에서 35회 방영되었다. 2005년에 그는 트래블 채널의 요리 및 문화 모험 프로그램 앤서니 보딘을 진행하기 시작했다. 예약 없음(2005-2012) 및 경유지(2011-2013) 2013년, 그는 The Taste의 심사위원으로 3시즌 동안 활동을 시작했고, 동시에 CNN으로 여행기 프로그래밍을 전환하여 앤서니 보딘: Parts Unknown을 진행하였다. 요리 글과 텔레비전 프레젠테이션, 음식, 요리 및 여행 모험에 관한 여러 권의 책들로 가장 잘 알려져 있지만, 부르뎅은 또한 소설과 역사 논픽션 모두를 썼다. 2018년 6월 8일, 부르뎅은 프랑스에서 촬영 중 목을 매 자살했다.

## 유년기
앤서니 마이클 보댕은 1956년 6월 25일 맨해튼에서 글래디스와 피에르 보댕의 두 아들 중 장남으로 태어났다. 비록 그는 특정 종교에서 자라지 않았지만, 그의 아버지는 가톨릭 신자였고, 어머니는 유대인이었다. 부르뎅은 유대교의 정의에 의해 유대인으로 간주되었지만, "나는 유대교 회당에 가본 적이 없다. 나는 더 높은 힘을 믿지 않는다. 하지만 그렇다고 해서 유대인이 줄어드는 건 아니다." 그의 가족도 신앙심이 깊지 않았다. Bourdain이 태어났을 때, Pierre는 뉴욕시의 카메라 가게에서 세일즈맨이었고, 레코드 가게에서 플로어 매니저였다. 그는 이후 컬럼비아 레코드사의 임원이 되었고, 글래디스는 뉴욕 타임즈의 편집장이었다. 부르댕의 친할아버지는 프랑스인이었고, 그의 친할아버지는 제1차 세계대전 이후 아르카천에서 뉴욕으로 이민을 갔다. Bourdain은 유년시절의 대부분을 뉴저지의 Leonia에서 보냈다. 2014년 인터뷰에서 Bourdain은 1960년대에 영화를 본 후 친구들과 함께 식당에 가서 영화를 논의하는 방법에 대해 이야기했다. Bourdain은 젊었을 때 미국 보이스카우트의 일원이었다.

## 요리 교육 및 경력
부르뎅의 음식에 대한 사랑은 프랑스에서 가족 휴가를 보내는 동안 어부들의 배에 첫 굴을 타보았을 때 불붙었다. 그는 1973년 뉴저지주 잉글우드에 있는 독립 남녀공학 대학 예비 주간 학교인 Dwight-Englewood School을 졸업하고 Vassar College에 등록했지만 2년 만에 중퇴했다. Massachusetts의 Provincetown에 있는 해산물 레스토랑에서 일하면서 요리를 직업으로 삼기로 결심한 바사르에 다녔다. Bourdain은 1978년에 졸업하면서 The Culinary Institute of America에 다녔다.거기서부터 저녁 클럽, 5번가 1번지, 설리번가를 포함한 뉴욕의 여러 식당 주방들을 운영했다. 1998년, Bourdain은 Brassie Les Halles의 수석 요리사가 되었다. 맨하탄에 본사를 둔 브랜드는 당시 마이애미, 워싱턴, DC, 도쿄에 레스토랑을 추가로 운영하고 있었다. Bourdain은 수년간 이 회사의 수석 주방장으로 재직했으며, 더 이상 Les Halles에서 정식으로 고용되지 않았음에도 불구하고 2014년 1월 레스토랑과 관계를 유지했으며, 이 식당에서는 Bourdain을 "대규모 주방장"으로 묘사했다. Les Halles는 파산 신청을 한 후 2017년에 문을 닫았다.

## 미디어 경력

### WritingEdit
1980년대 중반, 부르뎅은 Lower East Side의 문학 잡지 Between C&D에 의뢰하지 않은 출판물을 제출하기 시작했다. 이 잡지는 결국 보댕이 로어 이스트 사이드에서 헤로인을 구입하려는 한 요리사에 대해 쓴 기사를 실었다. 1985년, Bourdain은 Gordon Lish와 글쓰기 워크숍에 등록했다. 1990년, Bourdain은 랜덤 하우스 편집자를 만난 후 랜덤 하우스로부터 작은 책 가불을 받았다. 그의 첫 번째 책인 요리 미스터리 Bone in the Throut은 1995년에 출판되었다. 그는 자신의 책 투어를 위해 돈을 지불했지만 성공하지 못했다. 그의 두 번째 미스터리 책인 대나무는 판매 실적에서도 좋지 않았다. 주방 기밀 사항: 뉴욕 타임즈의 베스트셀러인 <요리 언더배 속의 모험>은 1999년 뉴욕 타임즈의 기사 "이것을 읽기 전에 먹지 마세요"의 확장판이었다. 책의 전편인 Medium Raw: A Bloody Valentine to the World of Food and People Who Cook은 2010년에 출판되었다. 그는 두 권의 논픽션 베스트셀러인 "A Cook's Tour" 와 같은 제목의 첫 텔레비전 시리즈와 함께 쓰여진 "A Cook's Tour" 와 "The Nasty Bits" 와 "The Nasty Bits"라는 또 다른 에세이 모음집을 썼다. 그의 추가 저서로는 Anthony Bourdain의 Les Halles Cookbook, 가상의 역사 조사 Typus Mary: An Urban History, 및 No Reservations 등이 있다. 전 세계를 빈속으로 돌았다. 그의 기사와 에세이는 뉴욕 요커, 뉴욕 타임즈, 로스앤젤레스타임즈, 옵저버, 고메, 맥심, 에스콰이어를 포함한 많은 출판물에 실렸다. 일요일 스코틀랜드, 페이스, 푸드 아트, 림 바이 림, 블랙북, 인디펜던트, 베스트 라이프, 파이낸셜 타임스, 타운 앤 컨트리. Top Chef 시즌 3에 출연한 그의 블로그는 2008년 Weby Award for Best Blog(문화/개인 부문) 후보에 올랐다. 2012년, 보댕은 원작 그래픽 소설 겟 지로를 조엘 로즈와 함께 공동 썼는데, 이 작품은 랭던 포스가 그린 것이다. 2015년, 부르뎅은 여행, 음식, 정치 간행물 Roads & Kingdomies에 이 사이트의 유일한 투자자이자 편집장으로 합류했다. 이후 몇 년 동안 Bourdain은 이 사이트에 기부를 했으며, Dispatch By Bourdain 시리즈를 편집했다. 부르뎅과 로드앤드킹덤은 2017년 시작해 2018년 프라임타임 에미상 단편 논픽션이나 리얼리티 시리즈 부문 수상작인 디지털 시리즈 '탐색 부품 언노운(Expreview Parts Unknown)'을 공동으로 제작하기도 했다.